# Autobasculantă

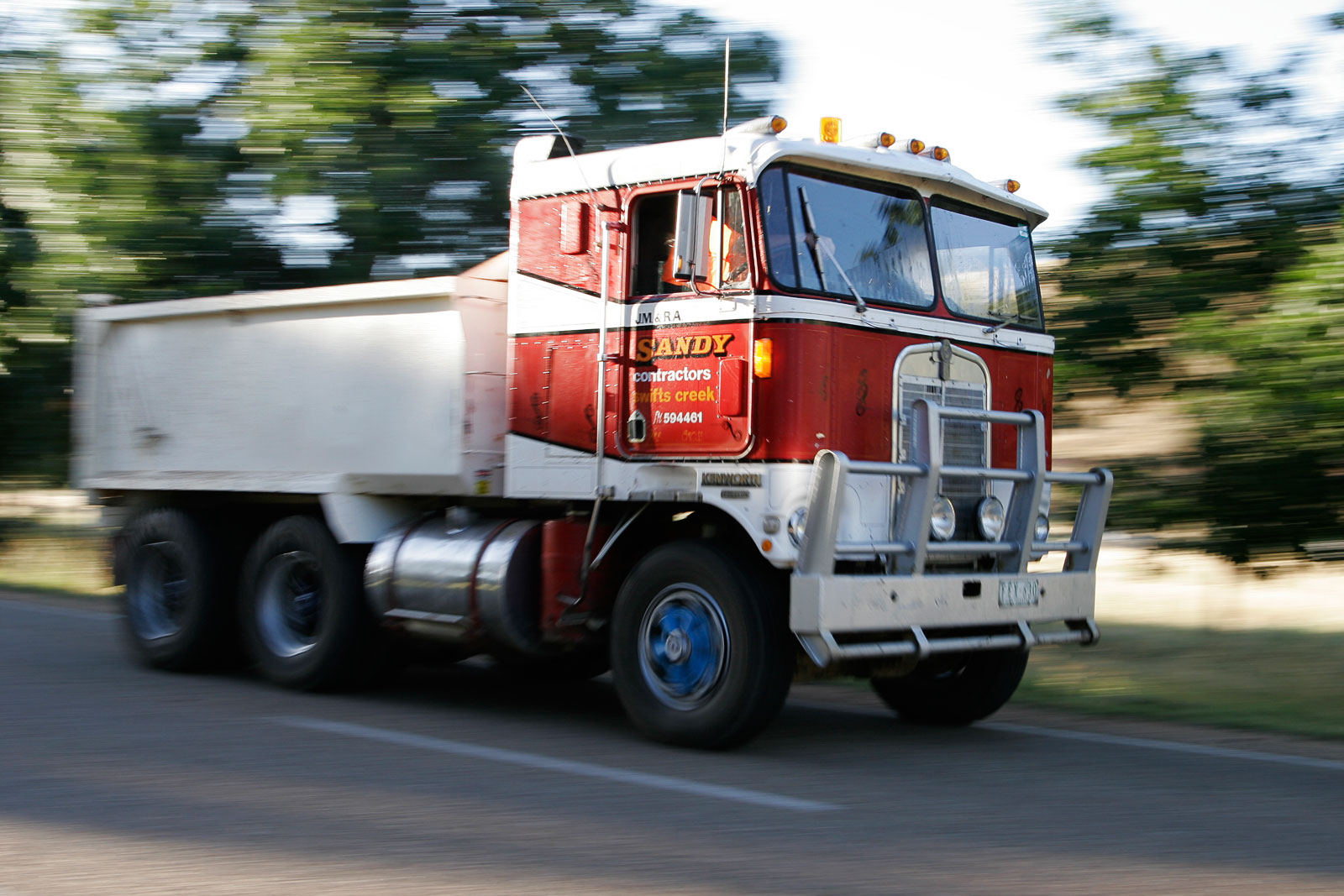
Autobasculantă Kenworth K-100

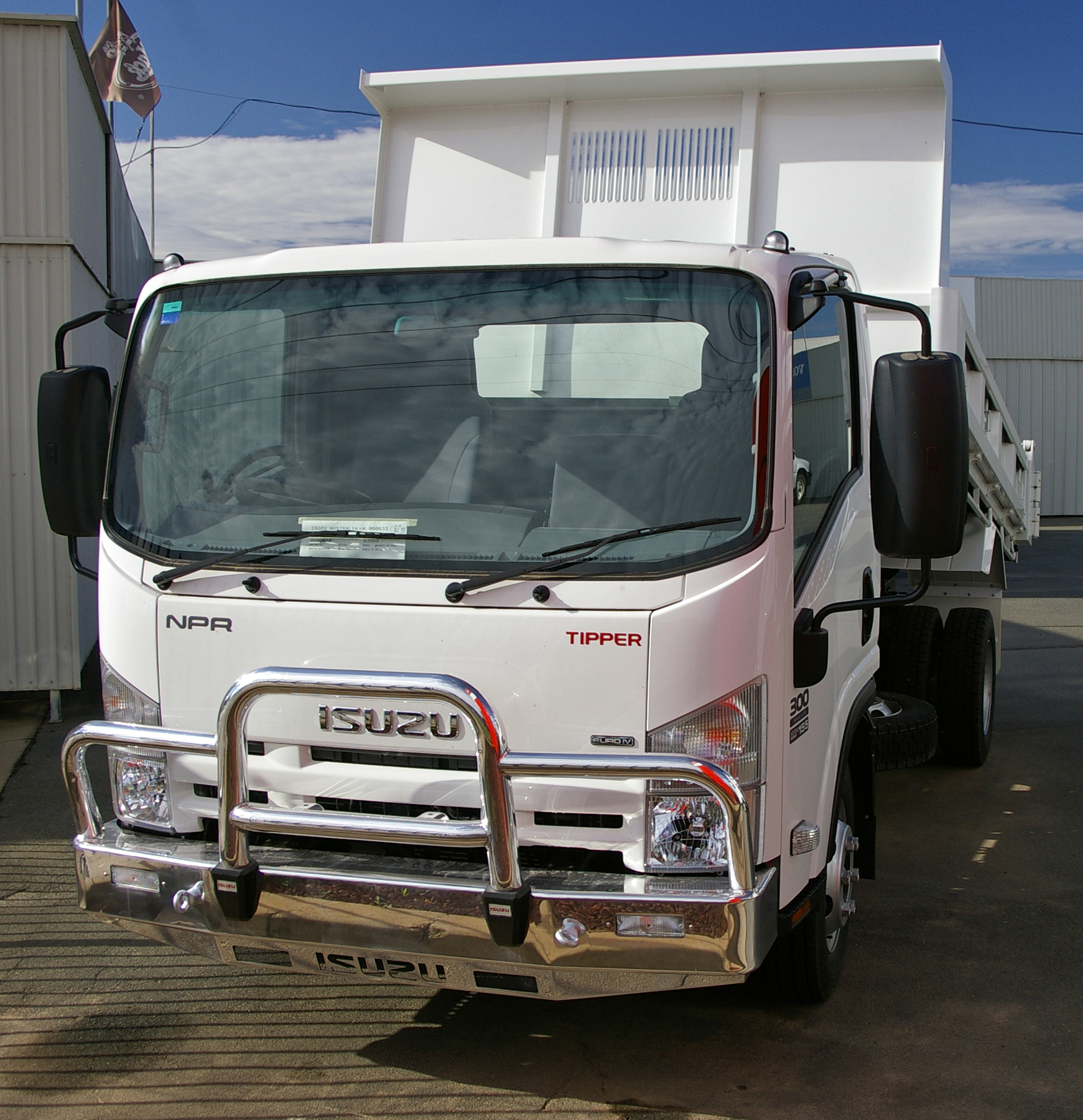
Isuzu NPR 300 Tipper

Autobasculanta este un autocamion prevăzut cu benă basculantă (care se ridică pentru a descărca materialele transportate), destinat pentru transportarea de materiale brute, neprelucrate (ca pietriș, nisip, pământ ș.a.) utilizate în construcție.

## Tipuri de autobasculante

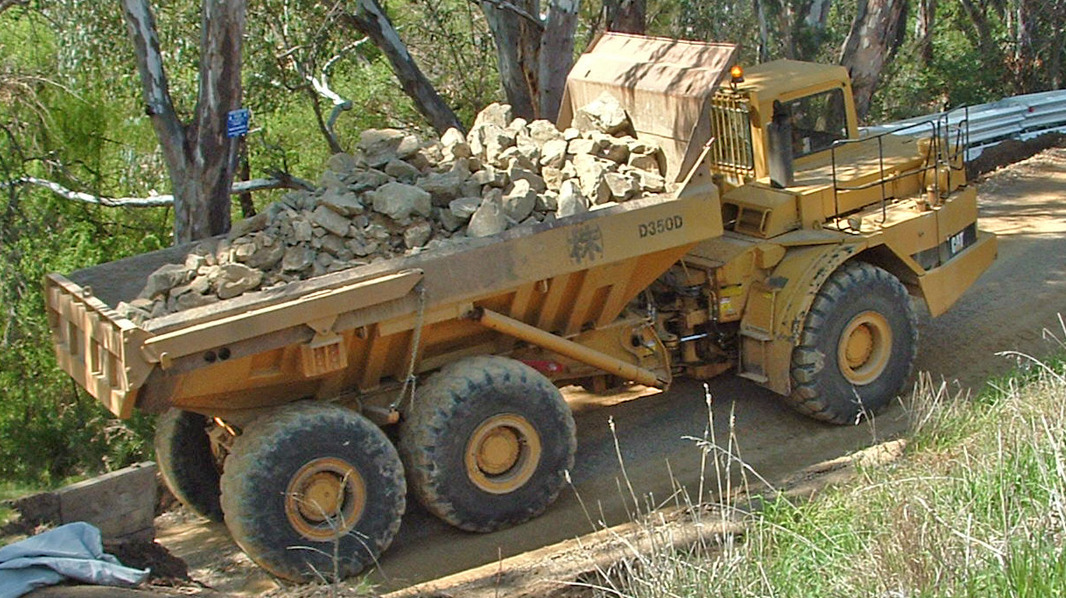
Autobasculantă articulată Caterpillar D350D

### Autobasculantă standard
Camioanele grele din Uniunea Europeană au adesea două osii de direcție. Configurațiile autobasculantelor sunt cu două, trei și patru osii. Vehiculul cu patru axe și opt roți are două axe de direcție în față și două axe motorizate în spate și este limitat la greutatea brută de 32 de tone metrice (35 de tone scurte; 31 de tone lungi) în majoritatea țărilor UE. Cel mai mare dintre basculantele europene standard este numit în mod obișnuit „centipede” și are șapte osii. Axa față este axa de direcție, cele două axe din spate sunt propulsate, iar celelalte patru sunt osii portabile.

### Semi trailer
O basculă semi-trailer este o combinație tractor-remorcă în care remorca în sine conține palanul hidraulic. În SUA, o basculă semi-trailer tipică are un tractor cu 3 osii care trage o remorcă cu 2 osii cu anvelope duble, în UE remorcile au adesea 3 osii și anvelope simple. Avantajul al unei autobasculante semi-trailer este o sarcină utilă mare. Un dezavantaj esențial este că sunt foarte instabile atunci când sunt ridicate în poziție de descărcare, limitând utilizarea lor în multe aplicații în care locul de descărcare este neuniform sau denivelat.

## Producători
| - Ashok Leyland - Asia Motor Works - BEML - Mahindra Navistar - BelAZ - Kenworth - Case CE - Caterpillar Inc. - Daimler AG - Euclid Trucks - Hitachi Construction Machinery - International - Komatsu - Leader Trucks - Liebherr - Mack Trucks - MAN - New Holland | - Peterbilt - Scania AB - ST Kinetics - Tata - Tata Daewoo - Tatra - Terex - Volvo Trucks - Volvo - KrAZ - KamAZ - MAZ - GAZ - ZIL |

### Tipuri de autovehicule
- Autocamion
- Dumper
- Semi-trailer și semi-trailer truck
- Tractor

## Legături externe
- Materiale media legate de Autobasculantă la Wikimedia Commons
- A YouTube video of a dump truck raising and lowering its load tray
- Caterpillar 730 Articulated Dump Truck on a loading cycle
- Bell B40D Articulated Dump Truck loading and unloading
- Articulated Dump Truck
- Volvo A40D Articulated Dump Truck at work moving over burden